# Irene Triesch

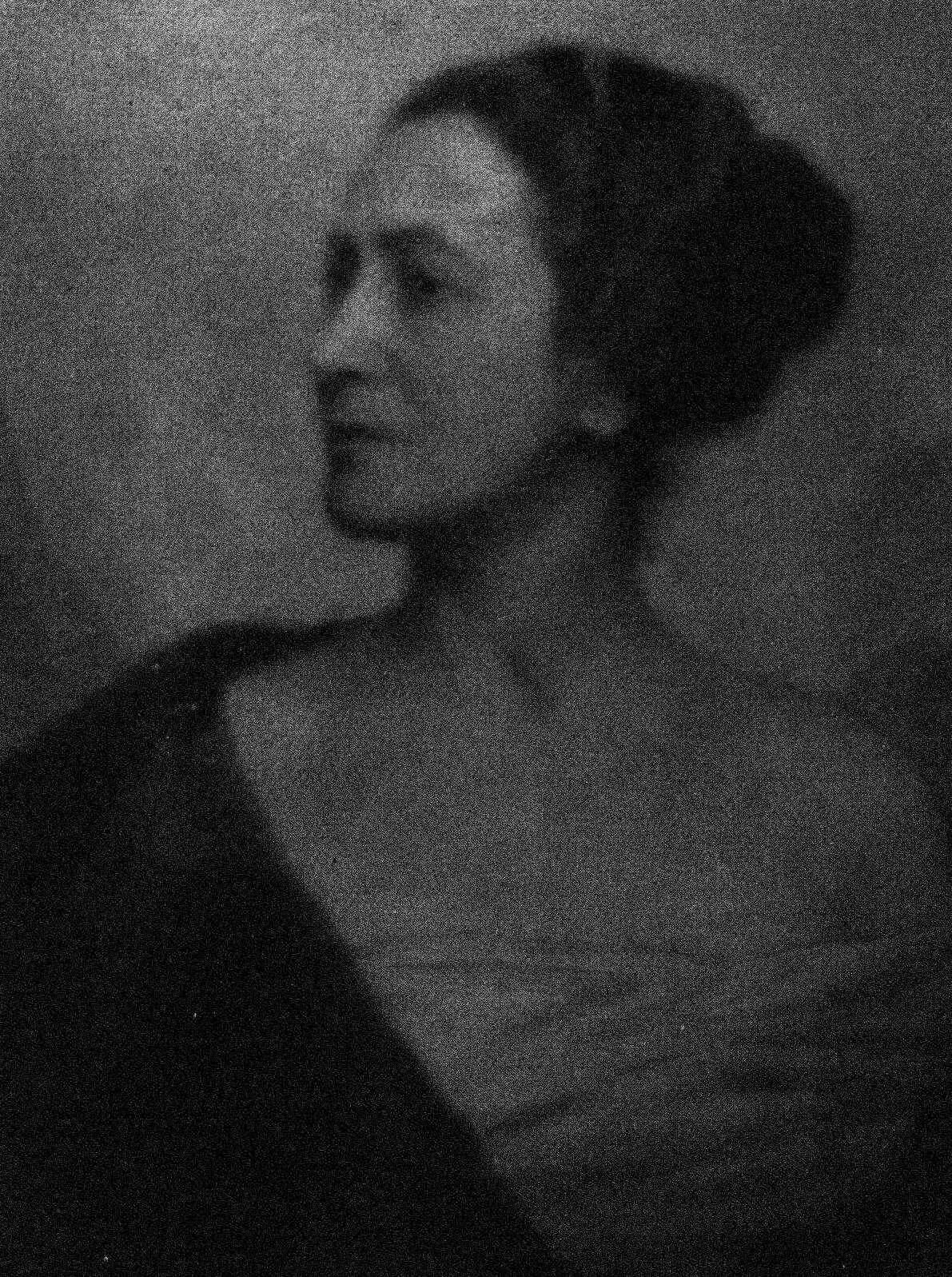
Irene Triesch, um 1919 fotografiert von Nicola Perscheid

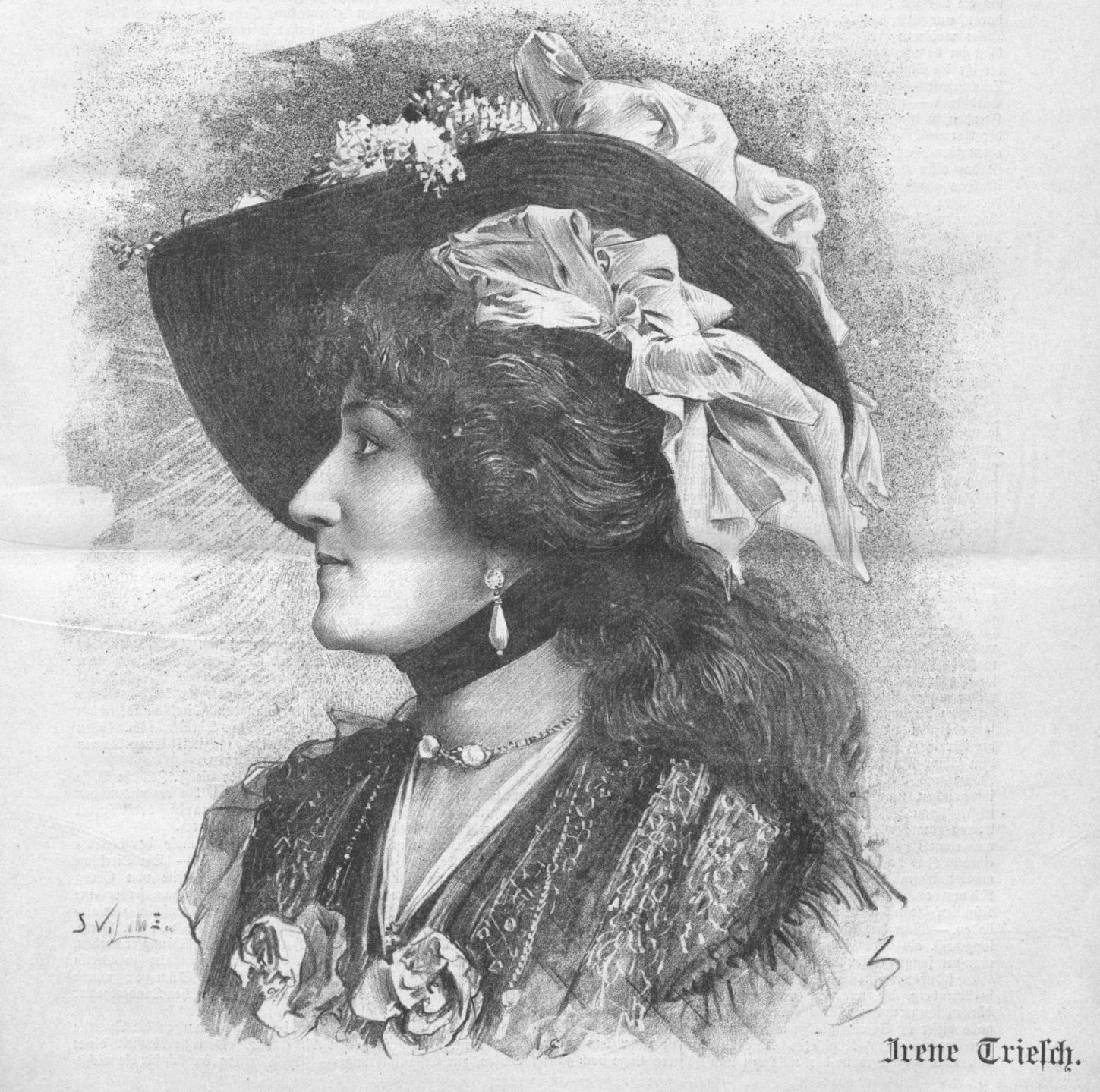
Irene Triesch im Jahre 1904

Irene Triesch, geborene Tritsch, verheiratete Lamond (13. April 1875 in Wien, Österreich-Ungarn – 24. November 1964 in Basel) war eine österreichische Schauspielerin. Ab 1904 war sie mit dem Pianisten Frederic Lamond verheiratet und lebte ab 1938 auf dessen Alterssitz Alan Grange House bei Glasgow.

## Leben

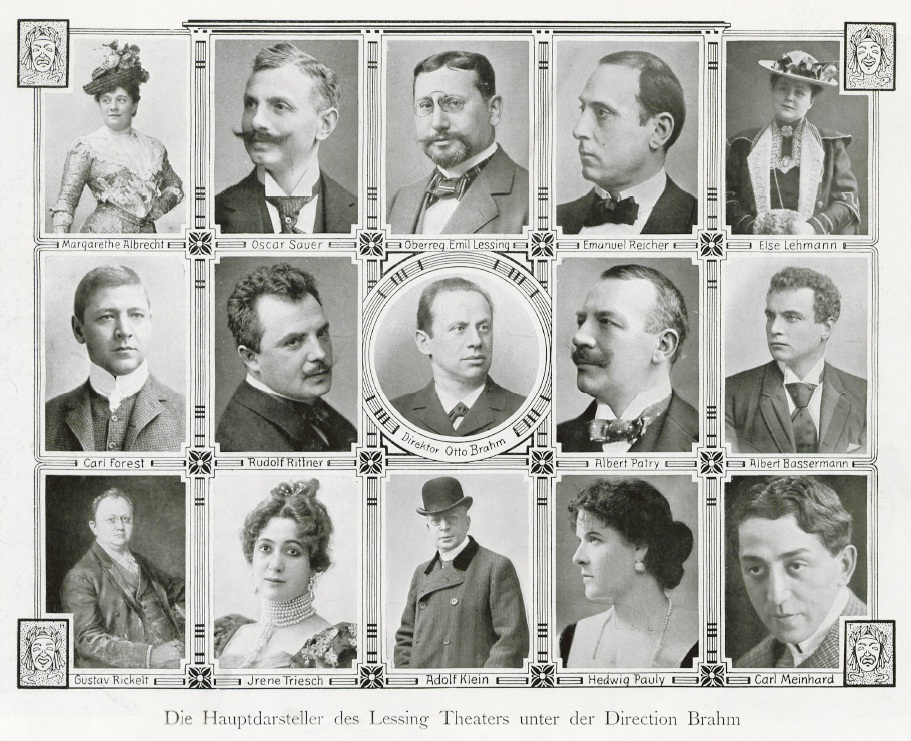
Die Hauptdarsteller des Lessingtheaters unter der Direktion von Otto Brahm (1905–1912).

Entdeckt von Friedrich Mitterwurzer begann sie ihre Bühnenlaufbahn am Residenztheater in Berlin 1894. Nach verschiedenen Engagements gehörte sie zu dem Ensemble des seit 1904 von Otto Brahm geleiteten Lessingtheaters, wo sie zu einem der Stars der Bühne wurde.
Gemeinsam mit ihrem Gatten hatte sie eine Tochter, Irene Elisabeth Lamond (* 6. Juni 1907, Berlin-Charlottenburg). Diese arbeitete ab 1926 ebenfalls als Schauspielerin.

## Hörspiele (Auswahl)
Die Angaben folgen der ARD-Hörspieldatenbank. Es handelte sich um Livesendungen ohne Aufzeichnung auf Tonträger.
- 1926: Henrik Ibsen: Rosmersholm. Rolle der Rebekka West. Regie: Viktor Heinz Fuchs. (Schlesische Funkstunde)
- 1927: Friedrich Schiller: Maria Stuart. Rolle der Maria Stuart. Regie: Hans Bodenstedt. (NORAG)
- 1927: Friedrich Hebbel: Herodes und Mariamne. Rolle der Mariamne. Regie: Viktor Heinz Fuchs. (Schlesische Funkstunde)
- 1927: Alfred Kerr u. a.: Berliner Schauspieltheater 2. Teil: Otto Brahm. Regie: Nicht angegeben. (Funk-Stunde Berlin)
- 1928: Henrik Ibsen: Wenn wir Toten erwachen. Rolle der Irene. Regie: Rudolf Rieth. WERAG.

## Belege
1. ↑  Das häufig anzutreffende Geburtsjahr 1877 ist falsch. Vgl. den Geburtseintrag in den Wiener Jüdischen Matrikeln, Nr. 1235 von 1875. Auch: http://www.literaturepochen.at/exil/multimedia/pdf/exilantenlistereinhard.pdf
2. ↑  Standesamt Charlottenburg I, Geburtsurkunde Nr. 417 vom 10. Juni 1907
3. ↑  University of Glasgow, Irene Lamond Papers. Abgerufen am 10. Oktober 2016.
4. ↑  Signale für die musikalische Welt, Heft 43 vom 27. Oktober 1926, S. 1552
5. ↑  Deutsches Rundfunkarchiv

| Personendaten    | Personendaten                  |
| ---------------- | ------------------------------ |
| NAME             | Triesch, Irene                 |
| ALTERNATIVNAMEN  | Tritsch, Irene; Lamond, Irene  |
| KURZBESCHREIBUNG | österreichische Schauspielerin |
| GEBURTSDATUM     | 13. April 1875                 |
| GEBURTSORT       | Wien, Österreich-Ungarn        |
| STERBEDATUM      | 24. November 1964              |
| STERBEORT        | Basel, Schweiz                 |